# Bjarne Erlingsson
Bjarne Erlingsson oder Bjarni Erlingsson († 7. Juli 1313 in Nidaros) war ein norwegischer Lehensmann und Baron. Er dürfte um 1250 oder früher geboren sein. 

## Familie
Bjarne Erlingsson konnte sein Geschlecht über die weibliche Linie bis zurück auf die damals bekannte adlige Arnmødling-Familie zurückführen, die ihren Stammsitz in Giske und ihren Grundbesitz auch in Austrått, das jetzt zu Ørland gehört, und in Bjarkøy hatte. Sein Vater war der Lehensmann Erling Ivarsson (urkundlich bezeugt 1263). Bjarne war verheiratet mit Margrete Nikolasdatter († vor 1308), Tochter des Lehnsmannes und Großgrundbesitzers Nikolas Petersson († 1265).

## Gesellschaftliche Stellung
Bjarne war ein Mann aus vornehmster Familie und hatte zu seiner Zeit den meisten Grundbesitz in Norwegen. Er bewegte sich im engsten Beraterkreis um König Magnus lagabætir und seine beiden Söhne. In der Regierungszeit von Erik Magnusson (1280–1299) bestimmte er als der Mächtigste im „Rat des Königs“ zusammen mit Audun Hugleiksson die Geschicke des Landes. Im Gegensatz zu Audun behielt er seine Stellung auch unter Håkon Magnusson. Nach seinem Vater übernahm er die Güter in Bjarkøy mit über 20 Höfen. Später erwarb er auch das Dønnes-Gut in Helgeland. Doch der größte Zuwachs an Ländereien kam durch die Heirat mit Margrete Nikolasdatter. Sie war Alleinerbin der Giske-Güter des  Arnmødling-Geschlechts. Diese Ländereien umfassten über 40 Höfe und viel Streubesitz in Sunnmøre und Romsdal und waren wahrscheinlich der größte  Landbesitz in einer Hand in Norwegen. In Bjarkøy, Dønnes und Giske war die Haupteinnahmequelle der Fischfang. Daher strebten die Eigentümer nach einem festen Handelsstützpunkt in Bergen. Bjarne baute dort den Bjarnehof (Bjarnegard), auch Nygard genannt, am Vatnsbotn in Bergen. Seine Frau bekam 3⁄4 des Fatten-Hofes in Bryggen und tauschte Bjarnegard für den restlichen Teil ein. Mit seinem Sitz in Bergen war er näher an der Zentrale der Macht.

## Politik
Bjarne wird erstmals 1273 urkundlich erwähnt, als er an einer Reichsversammlung in Bergen teilnimmt und das Konkordat von König Magnus mit der Kirche mitbesiegelt. Seine spätere Verwendung als Diplomat deutet darauf hin, dass er in frühen Jahren eine solide Ausbildung, möglicherweise sogar im Ausland, erhalten hat. Darauf deutet auch sein großes Interesse in höherem Alter für die heroisch-romantische Literatur, die schon seit König Håkon Håkonsson ins Altwestnordische übersetzt wurde. Von einer Gesandtschaftsreise nach Schottland 1286/1287 brachte er die (inzwischen verlorene) englische Version der Geschichte Af frú Ólíf ok Landrés syni hennar mit, die er dann übersetzen ließ. Diese ist als Teil der Karlamagnús saga erhalten.
Nach dem Tode von Magnus lagabætir gehörte Bjarne zusammen mit Audun Hugleiksson zu den führenden Persönlichkeiten im „Königlichen Rat“, der die politische Vormundschaft für den noch minderjährigen König Erik Magnusson ausübte. Er führte auch die Verhandlungen über die Ehe mit der schottischen Prinzessin Margreta und legte 1281 als Leiter der Delegation im Namen des Königs den Eid auf den Ehevertrag in Roxburgh ab und blieb dort mit seinem Bruder Vidkunn als Geisel für die Einhaltung des Vertrages bis zur Volljährigkeit des Königs. Er stand auch hinter der antikirchlichen Politik, die die Regierungszeit Eriks prägte. Er war es, der nach der Hochzeit König Eriks in Bergen das Münzrecht Erzbischofs Jon Raude, das Magnus gewährt hatte, zurücknahm. Er untersagte auch auf dem Thing in Vågan die von König Magnus zugestandene Erweiterung des Kirchenzehnten auf den Lofoten. Dafür wurde er persönlich von Erzbischof mit dem Kirchenbann belegt. Noch 1290/1291 wurde er von Erzbischof Jørund deswegen vorgeladen. Der Ladung kam er nicht nach, aber hat sich wohl später mit ihm verglichen.
Als die Städte des Wendischen Städtebundes 1285 gemeinsam mit Dänemark eine Handelsblockade gegen Norwegen verhängten, versuchte Bjarne zusammen mit Bischof Narve von Bergen einen Vergleich mit den schwedischen und dänischen Königen herbeizuführen, und verhandelte auch mit den Hansestädten. Während des Kriegszuges gegen Dänemark 1289 leitete er gemeinsam mit dem isländischen Bischof Árni Þorláksson die Verhandlungsdelegation in Kopenhagen.
Um 1290 scheint Bjarne gegenüber Audun Hugleiksson, der die Diplomatie gegenüber dem Westen in seine Hände nahm, etwas in den Hintergrund getreten zu sein. Doch 1294 bis zum Tode Erik Magnussons führte er wieder wichtige außenpolitische Verhandlungen, teils in England, teils in Dänemark. Gleichzeitig nahm er auch innenpolitische Aufgaben wahr; so führte er zwischen Bischof Jørund und seinem Domkapitel, die im Streit lagen, einen Vergleich herbei.
Nach dem Tode Könik Eriks stand Bjarne im Dienst von dessen Nachfolger Håkon V., während Audun Hugleiksson verhaftet und hingerichtet wurde. In dieser Zeit war er die zentrale Gestalt im Beraterkreis des Königs. Daneben schlichtete er 1305 in Kolsätter den Streit zwischen dem schwedischen König Birger Magnusson und dessen Brüdern. 1312/1313 war er in Schottland und auf den Orkneys, wo er den Frieden von Perth von 1266 erneuerte. Diese Fahrt nach Schottland war der letzte große Auftrag des Königs. Danach zog er sich aus Altersgründen immer mehr aus dem politischen Tagesgeschäft zurück, wenn er auch an allen wichtigen Beratungen weiterhin teilnahm.

## Nachlass
Nach seinem Tod wurde er in der Christuskirche in Nidaros begraben. Seine Ehefrau und sein einziger Sohn Andres waren bereits vor ihm gestorben. Er verfügte in seinem Testament große Vermächtnisse an Kirchen, Klöster und Hospitäler für sein Seelenheil und das Heil seiner Frau und seines Sohnes. Er beschenkte auch bedeutende Persönlichkeiten seiner Umgebung, insbesondere Königin Eufemia. Das Landgut Giske vermachte er seiner Enkelin Kristine Andresdatter, die aber kurz nach ihm starb. Den meisten Grundbesitz erbte Erling Vidkunnsson, der Sohn seines Bruders, der in der norwegischen Geschichte dieser Zeit noch bedeutender wurde als Bjarne.